# Самсон і Даліла (Гверчіно)
«Самсон і Даліла» — картина італійського художника епохи бароко Джованні Франческо Барб'єрі (Іль Гверчіно) 1654 року. Знаходиться в Музеї витончених мистецтв у Страсбурзі, Франція.
Ця робота (і її парна картина «Лот і його дочки», що нині зберігається в Луврі) була написана в 1654 році для Карла II, герцога Мантуї і Монферрату, і доставлена в 1657 році. Картина була продана між 1715 і 1720 роками і згодом належала Джону Чарльзу Робінсону. Робінсон подарував її Страсбурзькому музею в 1893 році як жест дружби з його директором Вільгельмом фон Боде, який придбав кілька предметів із його колекції . У попередніх публікаціях датою вступу помилково було вказано 1896 рік].
На відміну від біблійної розповіді у «Книзі Суддів», але, згідно з переказами Йосипа Флавія в «Єврейських старожитностях», Даліла зображена такою, що сама обстригає волосся Самсона (в Біблії для цього покликано чоловіка). Строгість композиції, приглушені кольори, скульптурний профіль Даліли характерні для пізньої класичної манери Гверчіно. Тема картини та її парного полотна, «Лот і його дочки», крім того, є попередженням про небезпеку пияцтва.
Підготовчий малюнок (нині місцезнаходження невідоме) зображує Делілу в повний зріст, з більш дівочим виразом обличчя і менш атлетичною статурою.